# اندیس سنگ تزئینی (گرانیت) مروک
سنگ تزئینی (گرانیت) مروک یک اندیس مصالح ساختمانی است که در حوالی شهر شازند استان لرستان قرار دارد و مادهٔ معدنی موجود در آن، سنگ تزئینی است.سنگ میزبان این اندیس گرانیت - گرانودیوریت است و دیرینگی آن به دوران پالئوسن می‌رسد. 